# Melanoplus payettei
Melanoplus payettei är en insektsart som beskrevs av Morgan Hebard 1936. Melanoplus payettei ingår i släktet Melanoplus och familjen gräshoppor. Inga underarter finns listade i Catalogue of Life.